# Cerro Gordo, Polotitlán
Cerro Gordo är en ort i kommunen Polotitlán i delstaten Mexiko i Mexiko. Samhället hade 283 invånare vid folkräkningen 2020.